# Jesus kär, var mig när
Jesus kär, var mig när är en bönepsalm av Lina Sandell från 1889. Den består av två korta strofer på en tysk 1800-talsmelodi. Psalmen byggs upp kring motsatsparen dag-natt, glädje-sorg. I båda verserna fokuseras på vägen till målet: "livets väg", "din stig". I vers 1 ber vi att Jesus ska vara nära oss, i vers 2 att han ska hålla oss nära honom.

## Publicerad som
- Nr 266 i Svensk söndagsskolsångbok 1908 under rubriken "Morgon och afton".
- Nr 247 i Svensk söndagsskolsångbok 1929 under rubriken "Morgon och afton".
- Nr 787 i Sionstoner 1935 under rubriken "Avslutning och avsked".
- Nr 408 i Guds lov 1935 under rubriken "Morgon och afton".
- Nr 520 i 1937 års psalmbok under rubriken "Barn", och där har den en annan melodi som dock aldrig slagit igenom.
- Nr 683 i Frälsningsarméns sångbok 1968 under rubriken "Barn Och Ungdom".
- Nr 184 i Den svenska psalmboken 1986, 1986 års Cecilia-psalmbok, Psalmer och Sånger 1987, Segertoner 1988 och Frälsningsarméns sångbok 1990 under rubriken "Dagens och årets tider/Under dagen".
- Nr 579 i Lova Herren 1987 med titelraden "Jesu kär, var mig när" under rubriken "Guds barn i bön och efterföljelse".
- Nr 272 i Sions Sånger 1981 under rubriken "Barn".
- Hela familjens psalmbok 2013 som nummer 23 under rubriken "Gud tycker om oss".[1]
- Nr 618 i Lova Herren 2020 med titelraden "Jesu kär, var mig när" under rubriken "Årstiderna och livets gång"